# Deg Tegh Fateh
Deg Tegh Fateh (Punjabi : ਦੇਗ ਤੇਗ਼ ਫ਼ਤਿਹ) est un morceau de prière considéré souvent comme le titre de l'hymne national sikh. Une traduction de ces paroles persanes est : « Victoire par la charité et les armes ».
Deg est le chaudron utilisé entre autres dans les langars, les cantines religieuses sikhes où tout un chacun peut venir se restaurer. Tegh est l'épée sikhe traditionnelle. Elle est le symbole de la lutte contre la tyrannie.
Deg Tegh Fateh se retrouve dans une des prières les plus usitées sikhes : l'Ardas. Dans les écrits du Guru Gobind Singh aussi, (Page 332 du Dasam Granth). Sa signification rejoint l'éthique sikhe qui veut nourrir les pauvres et les protéger. Deg Tegh Fateh se veut le résumé du devoir moral sikh. Deg Teg peut être aussi utilisé.

## Sources
- Deg Tegh Fateh dans Wikipédia en anglais.
- A Popular dictionnary of Sikhism de W. Owen Cole et Piara Singh Sambhi, édition Curzon, page 62,  (ISBN 0700710485)